# Lee (Illinois)
Lee é uma vila localizada no estado americano de Illinois, no Condado de DeKalb e Condado de Lee.

## Demografia
Segundo o censo americano de 2000, a sua população era de 313 habitantes.
Em 2006, foi estimada uma população de 314, um aumento de 1 (0.3%).

## Geografia
De acordo com o United States Census Bureau tem uma área de
0,6 km², dos quais 0,6 km² cobertos por terra e 0,0 km² cobertos por água. Lee localiza-se a aproximadamente 274 m acima do nível do mar.

## Localidades na vizinhança
O diagrama seguinte representa as localidades num raio de 16 km ao redor de Lee.